# Політичне сектантство
Політичне сектантство — сукупність опозиційних політичних поглядів і дій певних груп однодумців, які замикаються в своїх егоїстичних інтересах, втрачають зв'язок з союзниками і соціальною базою, відокремлюються від загальноприйнятого курсу того чи іншого політичного руху, партії, громадської організації та перетворюються в замкнуті самоізольовані структури.
Дослідник суспільних рухів Роджер О'Тул визначав політичну секту як «невелику, окрему, ексклюзивну політичну групу, що перебуває в конфлікті з ширшим суспільством і складається з людей, які вступаючи до неї на добровільних засадах, обрані як носії чи охоронці певної специфічної версії політичної істини».